# Тальби, Шемсдин
Шемсди́н Тальби́ (араб. شَمْس الدِّين الطَّالِبِيّ‎; родился 9 мая 2005, Самбрвиль, Намюр, Валлония, Бельгия) — марокканский футболист, вингер клуба «Сандерленд».

## Клубная карьера
Тальби является воспитанником клубов «Роял Юнион Тюбиз-Брен» и «Брюгге». 18 марта 2023 года он дебютировал в основной команде «Брюгге», выйдя на замену в матче бельгийской Про-лиги против клуба «Кортрейк».

## Карьера в сборной
Выступал за сборные Бельгии до 15, до 17 и до 18 лет.
В марте 2025 года был впервые вызван в сборную Марокко для участия в отборочном турнире к чемпионату мира 2026.

## Достижения
«Брюгге»
- Чемпион Бельгии: 2023/24
- Обладатель Кубка Бельгии: 2024/25